# Walther Fürbringer
Ludwig Walther Fürbringer (* 15. Juni 1830 in Gera; † 31. Oktober 1913 ebenda) war ein deutscher Unternehmer und Landtagsabgeordneter (NLP).

## Leben
Fürbringer war der Sohn des Kaufmanns und Geheimen Finanzrates Ludwig Fürbringer und dessen Ehefrau Johanne Rosine Friederike geborene Wolfer. Er heiratete am 2. Juli 1867 in Gera Adelheid Marie Gladitsch (* 31. Januar 1849 in Gera; † 30. Dezember 1924 ebenda), der Tochter des Kaufmanns und Bankdirektors Hermann Gladitsch.
Fürbringer war Kaufmann und technischer Chemiker in Gera. Am 1. Dezember 1858 trat er in die väterliche Druckwarenfabrik "Bauer&Fürbringer" als Kompagnon ein. Der bisherige Teilhaber, Gustav Bauer, schied gleichzeitig aus, weswegen das Unternehmen 1860 in "Fürbringer&Söhne" umfirmierte.
Fürbringer war spätestens 1868 Mitglied des Gemeinderates von Gera und gehörte dem Gremium ggf. mit Pausen bis 1901 an. Vom 29. Oktober 1874 bis zum 13. August 1912 war er Abgeordneter im Landtag Reuß jüngerer Linie. Ab dem 23. Oktober 1898 war er Alterspräsident des Landtags, vom 2. November 1883 bis zum 13. August 1912 stand er dem Landtag als Landtagspräsident vor.

## Auszeichnungen
- 1892: Finanzrat
- 1906: Gemeiner Finanzrat
- 1900: Ehrenbürger von Gera
- 1902: Fürstliches Ehrenkreuz II. Klasse
- 1909: Fürstliches Ehrenkreuz I. Klasse